# بيورن يارنسيدا
بيورن يارنسيدا (بالسويدية: Björn Järnsida)، وتعني بيورن ذو الجانب الحديدي (في الأدبيات الإنجليزية: Björn Ironside) هو ملك سويدي شبه أسطوري قيل إنه عاش في القرن التاسع الميلادي وإنه أول حاكم من سلالة مونسو. أغار على سواحل الأندلس الإسلامية في عهد الخليفة الأموي الأندلسي محمد بن عبد الرحمن، كما أغار على جنوب فرنسا وعلى إيطاليا وصقلية وشمال أفريقيا.

## حياته وغاراته
كان بيورن قائدًا بحريًا وزعيمًا قويًا من زعماء الفايكنج، اقتدى بأبيه راغنار لوثبروك فشارك صديقه هاستين في غارات متعددة على فرنسا. وفي سنة 860 م قاد بيورن الفايكنج في غارة ضخمة إلى البحر المتوسط، فأغار في طريقه على سواحل الأندلس ثم عبر مضيق جبل طارق بصحبة صديقه هاستين، لينهبا قرى ومدن جنوب فرنسا، حيث قضى وأسطوله الشتاء قبل أن يرتحل إلى إيطاليا ليستولي على مدينة بيزا الساحلية، ثم تقدم إلى مدينة لوني، التي ظن خطأ أنها روما، لكنه فشل في اختراق تحصيناتها، قبل أن يهتدي إلى خدعة تمكنه من دخولها، إذ أرسل هاستين رسلًا إلى أسقف المدينة يخبره أن هاستين يعاني من مرض عضال، وأنه قرر اعتناق المسيحية ويرغب في أن يُبارَك وتقام جنازته على الطريقة المسيحية ويُدفن في كنيسة المدينة. فأُحضر إلى الكنيسة بصحبة حرس شرف قليل العدد، لكنه لم يلبث أن فاجأ القساوسة فهبّ قائمًا من محفّته وقتلهم بصحبة حرسه ثم فتحوا أبواب المدينة لرفاقهم المتأهبين خارجها.

### هزيمته على يد الأندلسيين
قام بيورن بعدة غارات أخرى في منطقة البحر المتوسط شملت صقلية وشمال أفريقيا، قبل أن يعود إلى مضيق جبل طارق ليجد سفن الأندلس الإسلامية في انتظاره لتلحق به الهزيمة قرب سواحل الأندلس، وقد فقد بيورن في قتاله هذا مع الأندلسيين نحو 40 سفينة بفعل النار الإغريقية التي أطلقها الأندلسيون عليها من المجانيق، ليعود مع فلول أسطوله إلى سكندنافيا ويعيش فيها عيش الأغنياء ما تبقى من حياته.